# Lucie Šafářová

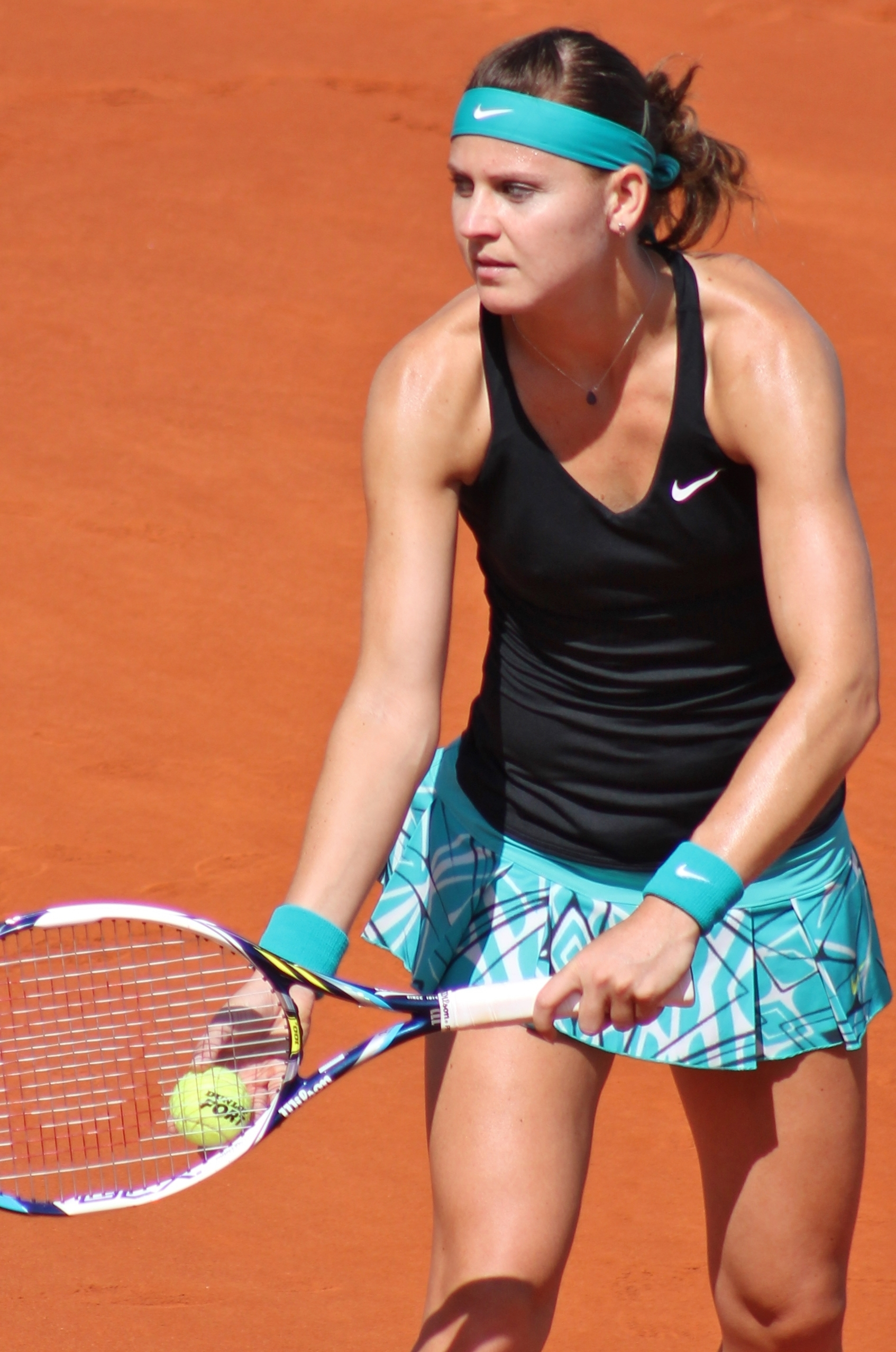
Šafářová 2014 in Madrid

Lucie Šafářová [ˈʃafaːr̝̊ovaː] (* 4. Februar 1987 in Brünn, Tschechoslowakei) ist eine tschechische Tennisspielerin.

## Karriere
Šafářová, die Sandplätze bevorzugt, begann im Alter von drei Jahren mit dem Tennisspielen. In der deutschen Tennis-Bundesliga spielt sie für den TC Blau-Weiss Bocholt, mit dem sie 2012 und 2013 Deutsche Mannschaftsmeisterin wurde.
Die Linkshänderin gewann auf der WTA Tour bislang sechs Einzeltitel. 2005 besiegte sie Li Na im Endspiel von Estoril und Sania Mirza im Endspiel von Forest Hills jeweils in drei Sätzen. 2006 gewann sie mit einem glatten Finalsieg über Flavia Pennetta das Turnier von Gold Coast.
Zu Beginn des Jahres 2007 unterlag Šafářová in der zweiten Runde von Hobart der späteren Australian-Open-Siegerin Serena Williams mit 3:6, 6:3 und 6:7. In Melbourne erreichte sie erstmals in ihrer Karriere das Achtelfinale eines Grand-Slam-Turniers, als sie die Titelverteidigerin und Nummer 2 der Welt, Amélie Mauresmo, mit 6:4 und 6:3 besiegte. Im Viertelfinale unterlag sie dann ihrer Landsfrau Nicole Vaidišová mit 1:6, 4:6.
Bei den "Open Gaz" in Paris zog Šafářová nach Siegen über Nicole Vaidišová, Swetlana Kusnezowa sowie die an Nummer 1 gesetzte Justine Henin ins Finale ein, in dem sie sich Nadja Petrowa mit 6:4, 1:6, 4:6 geschlagen geben musste.
Bei den French Open gelang ihr 2007 in der dritten Runde erneut ein Sieg (6:3, 7:6) über Amélie Mauresmo, ehe sie ihre Achtelfinalpartie gegen Anna Tschakwetadse verlor. In Wimbledon schied sie in der dritten Runde gegen Jelena Janković aus.
2008 nahm sie für das tschechische Team an den Olympischen Spielen in Peking teil, sowohl im Einzel als auch im Doppel. Sie verlor ihre Achtelfinalpartie mit 5:7 und 4:6 gegen Sybille Bammer, im Doppel kam das Aus schon in Runde eins. Beim WTA-Turnier in Forest Hills konnte sie ihren Erfolg aus dem Jahr 2005 wiederholen; sie gewann das Finale gegen Peng Shuai mit 6:4 und 6:2.
2009 erreichte sie das Finale der Bell Challenge in Québec, das sie gegen Melinda Czink mit 6:4, 3:6 und 5:7 verlor. Ein Endspiel erreichte sie auch im Jahr 2010, und zwar das der Open GDF Suez; sie verlor gegen Jelena Dementjewa mit 7:65, 1:6 und 4:6.
Am 12. Juni 2011 unterlag sie im Finale von Kopenhagen Titelverteidigerin Caroline Wozniacki bei deren Heimturnier in zwei glatten Sätzen. Mit dem tschechischen Team, für das sie seit 2004 antritt, gewann sie am 6. November in Moskau den Fed Cup durch einen 3:2-Endspielsieg über Russland.
Im April 2012 gelang ihr dann auch der erste WTA-Turniersieg im Doppel, als sie in Charleston an der Seite von Anastassija Pawljutschenkowa das Duo Medina Garrigues/Schwedowa besiegte. Zum Saisonende gewann sie zum zweiten Mal den Fed Cup.
2013 verbesserte sie sich mit guten Ergebnissen, unter anderem mit dem dritten WTA-Titel in Madrid und ihrem erstmaligen Viertelfinaleinzug in Roland Garros, in der Doppelweltrangliste auf Platz 17. An der Seite von Pawljutschenkowa gelang ihr zudem die erste Achtelfinalteilnahme bei den US Open. Im September gewann sie nach einer Durststrecke von über fünf Jahren auch wieder einen Einzeltitel auf der Tour, als sie Marina Eraković im Endspiel von Québec besiegte.
2014 stand sie bei den Australian Open wie bereits im Vorjahr im Viertelfinale der Doppelkonkurrenz. Damit kletterte sie in der Doppelweltrangliste auf Rang 15 – eine neue persönliche Bestmarke. Auch in Wimbledon zog sie im Doppel ins Viertelfinale ein; im Einzel erreichte sie dort sogar erstmals das Halbfinale eines Grand-Slam-Turniers, in dem sie sich mit 6:76, 1:6 der späteren Titelgewinnerin Petra Kvitová geschlagen geben musste. Am 8. September markierte sie auch im Einzel mit Platz 14 eine neue Bestmarke im WTA-Ranking. Anfang November gewann sie ihren dritten Fed-Cup-Titel. Das tschechische Team besiegte im Finale in Prag die deutsche Fed-Cup-Mannschaft mit 3:1.
2015 gewann sie schließlich bei den Australian Open ihren ersten Grand-Slam-Titel; im Endspiel der Doppelkonkurrenz besiegte sie mit ihrer neuen Partnerin Bethanie Mattek-Sands in zwei Sätzen Chan Yung-jan und Zheng Jie. Mit ihrem sechsten Einzeltitel (Finalsieg in Doha über Asaranka) verbesserte sie sich in der WTA-Weltrangliste auf Position 11. Bei den French Open konnte sie im Achtelfinale erstmals Marija Scharapowa besiegen, die als Titelverteidigerin an Position 2 gesetzt war. Nach einem weiteren Sieg (über Ana Ivanović; 7:5, 7:5) erreichte sie schließlich ihr erstes Grand-Slam-Finale im Einzel, das sie gegen Serena Williams in drei Sätzen verlor. Und im Doppel gewann sie in Paris zusammen mit Mattek-Sands bereits ihren zweiten Grand-Slam-Titel.
Eine langwierige Virusinfektion verzögerte ihren Start in die Saison 2016. Sie verpasste die Australian Open und stieg erst Ende Februar in Doha in die WTA Tour ein. Am 30. April gewann sie das WTA-Turnier in Prag mit einem 3:6, 6:1 und 6:4-Endspielsieg über Samantha Stosur.
Nach den Australian Open 2019 wollte sie eigentlich ihre Laufbahn beenden. Wegen eines Sehnenleidens im Handgelenk konnte sie aber an dem Turnier nicht teilnehmen. Danach plante sie beim WTA-Turnier in Prag Ende April ihre Karriere zu beenden. Ihr vorerst letztes Spiel bestritt sie dann aber im Doppel bei den French Open am 29. Mai 2019. Ab Oktober 2023 ist sie wieder vereinzelt auf der Tour unterwegs und erhielt im Frühjahr 2025 mit ihrer langjährigen Doppelpartnerin Bethanie Mattek-Sands u. a. Wildcards für die Turniere in Abu Dhabi und Doha.

## Persönliches
Lucie Šafářová war bis 2011 mit dem tschechischen Tennisspieler Tomáš Berdych liiert.

## Turniersiege

### Einzel
| Nr. | Datum              | Turnier      | Kategorie         | Belag           | Finalgegnerin      | Ergebnis       |
| --- | ------------------ | ------------ | ----------------- | --------------- | ------------------ | -------------- |
| 1.  | 1. Mai 2005        | Oeiras       | WTA Tier V        | Sand            | Li Na              | 6:74, 6:4, 6:3 |
| 2.  | 27. August 2005    | Forest Hills | WTA Tier IV       | Hartplatz       | Sania Mirza        | 3:6, 7:5, 6:4  |
| 3.  | 7. Januar 2006     | Gold Coast   | WTA Tier III      | Hartplatz       | Flavia Pennetta    | 6:3, 6:4       |
| 4.  | 23. August 2008    | Forest Hills | WTA Tier IV       | Hartplatz       | Peng Shuai         | 6:4, 6:2       |
| 5.  | 15. September 2013 | Québec       | WTA International | Teppich (Halle) | Marina Eraković    | 6:4, 6:3       |
| 6.  | 28. Februar 2015   | Doha         | WTA Premier       | Hartplatz       | Wiktoryja Asaranka | 6:4, 6:3       |
| 7.  | 30. April 2016     | Prag         | WTA International | Sand            | Samantha Stosur    | 3:6, 6:1, 6:4  |

### Doppel
| Nr. | Datum              | Turnier         | Kategorie             | Belag        | Partnerin                    | Finalgegnerinnen                            | Ergebnis         |
| --- | ------------------ | --------------- | --------------------- | ------------ | ---------------------------- | ------------------------------------------- | ---------------- |
| 1.  | 8. April 2012      | Charleston      | WTA Premier           | Sand         | Anastassija Pawljutschenkowa | Anabel Medina Garrigues Jaroslawa Schwedowa | 5:7, 6:4, [10:6] |
| 2.  | 7. April 2013      | Charleston      | WTA Premier           | Sand         | Kristina Mladenovic          | Andrea Hlaváčková Liezel Huber              | 6:3, 7:66        |
| 3.  | 11. Mai 2013       | Madrid          | WTA Premier Mandatory | Sand         | Anastassija Pawljutschenkowa | Cara Black Marina Eraković                  | 6:2, 6:4         |
| 4.  | 10. Januar 2014    | Sydney          | WTA Premier           | Hartplatz    | Tímea Babos                  | Sara Errani Roberta Vinci                   | 7:5, 3:6, [10:7] |
| 5.  | 30. Januar 2015    | Australian Open | Grand Slam            | Hartplatz    | Bethanie Mattek-Sands        | Chan Yung-jan Zheng Jie                     | 6:4, 7:65        |
| 6.  | 26. April 2015     | Stuttgart       | WTA Premier           | Sand (Halle) | Bethanie Mattek-Sands        | Caroline Garcia Katarina Srebotnik          | 6:4, 6:3         |
| 7.  | 7. Juni 2015       | French Open     | Grand Slam            | Sand         | Bethanie Mattek-Sands        | Casey Dellacqua Jaroslawa Schwedowa         | 3:6, 6:4, 6:2    |
| 8.  | 16. August 2015    | Toronto         | WTA Premier 5         | Hartplatz    | Bethanie Mattek-Sands        | Caroline Garcia Katarina Srebotnik          | 6:1, 6:2         |
| 9.  | 3. April 2016      | Miami           | WTA Premier Mandatory | Hartplatz    | Bethanie Mattek-Sands        | Tímea Babos Jaroslawa Schwedowa             | 6:3, 6:4         |
| 10. | 11. September 2016 | US Open         | Grand Slam            | Hartplatz    | Bethanie Mattek-Sands        | Caroline Garcia Kristina Mladenovic         | 2:6, 7:65, 6:4   |
| 11. | 1. Oktober 2016    | Wuhan           | WTA Premier 5         | Hartplatz    | Bethanie Mattek-Sands        | Sania Mirza Barbora Strýcová                | 6:1, 6:4         |
| 12. | 9. Oktober 2016    | Peking          | WTA Premier Mandatory | Hartplatz    | Bethanie Mattek-Sands        | Caroline Garcia Kristina Mladenovic         | 6:4, 6:4         |
| 13. | 27. Januar 2017    | Australian Open | Grand Slam            | Hartplatz    | Bethanie Mattek-Sands        | Andrea Hlaváčková Peng Shuai                | 6:74, 6:3, 6:3   |
| 14. | 9. April 2017      | Charleston      | WTA Premier           | Hartplatz    | Bethanie Mattek-Sands        | Lucie Hradecká Kateřina Siniaková           | 6:1, 4:6, [10:7] |
| 15. | 11. Juni 2017      | French Open     | Grand Slam            | Sand         | Bethanie Mattek-Sands        | Ashleigh Barty Casey Dellacqua              | 6:2, 6:1         |

## Karrierestatistik und Abschneiden bei Grand-Slam-Turnieren

### Einzel
| Turnier                   | 2001              | 2002              | 2003              | 2004              | 2005              | 2006              | 2007              | 2008              | 2009              | 2010              | 2011              | 2012              | 2013              | 2014              | 2015              | 2016              | 2017              | 2018              | Titel / Teiln. | Titel / Teiln. |
| ------------------------- | ----------------- | ----------------- | ----------------- | ----------------- | ----------------- | ----------------- | ----------------- | ----------------- | ----------------- | ----------------- | ----------------- | ----------------- | ----------------- | ----------------- | ----------------- | ----------------- | ----------------- | ----------------- | -------------- | -------------- |
| Australian Open           | –                 | –                 | –                 | –                 | Q1                | 1R                | VF                | 1R                | 3R                | 1R                | 3R                | 1R                | 2R                | 3R                | 1R                | –                 | 2R                | 3R                | 0 / 12         | 0 / 12         |
| French Open               | –                 | –                 | –                 | –                 | 1R                | 1R                | AF                | 2R                | 2R                | 2R                | 2R                | 2R                | 1R                | AF                | F                 | 3R                | 1R                | 2R                | 0 / 14         | 0 / 14         |
| Wimbledon                 | –                 | –                 | –                 | –                 | 1R                | –                 | 3R                | 1R                | 1R                | 1R                | 2R                | 1R                | 2R                | HF                | AF                | AF                | 2R                | 3R                | 0 / 13         | 0 / 13         |
| US Open                   | –                 | –                 | –                 | Q2                | 1R                | 2R                | 3R                | 1R                | 1R                | 1R                | 3R                | 3R                | 2R                | AF                | 1R                | 2R                | AF                | 2R                | 0 / 14         | 0 / 14         |
| WTA Finals                | –                 | –                 | –                 | –                 | –                 | –                 | –                 | –                 | –                 | –                 | –                 | –                 | –                 | –                 | RR                | –                 | –                 | –                 | 0 / 1          | 0 / 1          |
| Doha                      | andere Kategorie  | andere Kategorie  | andere Kategorie  | andere Kategorie  | andere Kategorie  | andere Kategorie  | andere Kategorie  | 1                 | n. a. bzw. a. K.  | n. a. bzw. a. K.  | n. a. bzw. a. K.  | VF                | 2                 | AF                | a. K.             | 2                 | a. K.             | 1                 | 0 / 6          | 0 / 6          |
| Dubai                     | andere Kategorie  | andere Kategorie  | andere Kategorie  | andere Kategorie  | andere Kategorie  | andere Kategorie  | andere Kategorie  | andere Kategorie  | –                 | –                 | 1                 | andere Kategorie  | andere Kategorie  | andere Kategorie  | VF                | a. K.             | –                 | a. K.             | 0 / 2          | 0 / 2          |
| Indian Wells              | –                 | –                 | –                 | –                 | –                 | 3                 | 3                 | 2                 | 2                 | 1                 | 2                 | AF                | 2                 | 3                 | 3                 | 2                 | 3                 | –                 | 0 / 12         | 0 / 12         |
| Miami                     | –                 | –                 | –                 | –                 | –                 | 2                 | 3                 | 3                 | 2                 | 3                 | 3                 | 2                 | 2                 | 3                 | 2                 | 2                 | VF                | –                 | 0 / 12         | 0 / 12         |
| Charleston                | –                 | –                 | –                 | –                 | –                 | AF                | –                 | –                 | andere Kategorie  | andere Kategorie  | andere Kategorie  | andere Kategorie  | andere Kategorie  | andere Kategorie  | andere Kategorie  | andere Kategorie  | andere Kategorie  | andere Kategorie  | 0 / 1          | 0 / 1          |
| Berlin                    | –                 | –                 | –                 | –                 | –                 | –                 | AF                | 2                 | nicht ausgetragen | nicht ausgetragen | nicht ausgetragen | nicht ausgetragen | nicht ausgetragen | nicht ausgetragen | nicht ausgetragen | nicht ausgetragen | nicht ausgetragen | nicht ausgetragen | 0 / 2          | 0 / 2          |
| Madrid                    | n. a. bzw. a. K.  | n. a. bzw. a. K.  | n. a. bzw. a. K.  | n. a. bzw. a. K.  | n. a. bzw. a. K.  | n. a. bzw. a. K.  | n. a. bzw. a. K.  | n. a. bzw. a. K.  | AF                | HF                | VF                | AF                | 1                 | AF                | VF                | 2                 | 1                 | –                 | 0 / 9          | 0 / 9          |
| Rom                       | –                 | –                 | –                 | –                 | –                 | 2                 | –                 | 1                 | 2                 | VF                | 2                 | –                 | –                 | –                 | 2                 | 2                 | 1                 | –                 | 0 / 8          | 0 / 8          |
| San Diego                 | andere Kategorie  | andere Kategorie  | andere Kategorie  | –                 | –                 | 1                 | 2                 | n. a. bzw. a. K.  | n. a. bzw. a. K.  | n. a. bzw. a. K.  | n. a. bzw. a. K.  | n. a. bzw. a. K.  | n. a. bzw. a. K.  | n. a. bzw. a. K.  | n. a. bzw. a. K.  | n. a. bzw. a. K.  | n. a. bzw. a. K.  | n. a. bzw. a. K.  | 0 / 2          | 0 / 2          |
| Kanada                    | –                 | –                 | –                 | –                 | 1                 | 2                 | 2                 | –                 | VF                | 1                 | VF                | HF                | 1                 | AF                | 2                 | 1                 | VF                | 2                 | 0 / 13         | 0 / 13         |
| Cincinnati                | n. a. bzw. a. K.  | n. a. bzw. a. K.  | n. a. bzw. a. K.  | n. a. bzw. a. K.  | n. a. bzw. a. K.  | n. a. bzw. a. K.  | n. a. bzw. a. K.  | n. a. bzw. a. K.  | 2                 | 1                 | 2                 | 1                 | 1                 | AF                | VF                | 1                 | 1                 | –                 | 0 / 9          | 0 / 9          |
| Tokio                     | –                 | –                 | –                 | –                 | –                 | –                 | –                 | –                 | AF                | 2                 | –                 | AF                | VF                | andere Kategorie  | andere Kategorie  | andere Kategorie  | andere Kategorie  | andere Kategorie  | 0 / 4          | 0 / 4          |
| Moskau                    | –                 | –                 | –                 | –                 | Q1                | –                 | –                 | –                 | andere Kategorie  | andere Kategorie  | andere Kategorie  | andere Kategorie  | andere Kategorie  | andere Kategorie  | andere Kategorie  | andere Kategorie  | andere Kategorie  | andere Kategorie  | 0 / 0          | 0 / 0          |
| Peking                    | nicht ausgetragen | nicht ausgetragen | nicht ausgetragen | nicht ausgetragen | nicht ausgetragen | nicht ausgetragen | nicht ausgetragen | nicht ausgetragen | 2                 | 1                 | 1                 | 1                 | VF                | AF                | –                 | 1                 | –                 | –                 | 0 / 7          | 0 / 7          |
| Wuhan                     | nicht ausgetragen | nicht ausgetragen | nicht ausgetragen | nicht ausgetragen | nicht ausgetragen | nicht ausgetragen | nicht ausgetragen | nicht ausgetragen | nicht ausgetragen | nicht ausgetragen | nicht ausgetragen | nicht ausgetragen | nicht ausgetragen | 1                 | –                 | 2                 | –                 | –                 | 0 / 2          | 0 / 2          |
| Zürich                    | –                 | –                 | –                 | –                 | Q1                | –                 | –                 | n. a. bzw. a. K.  | n. a. bzw. a. K.  | n. a. bzw. a. K.  | n. a. bzw. a. K.  | n. a. bzw. a. K.  | n. a. bzw. a. K.  | n. a. bzw. a. K.  | n. a. bzw. a. K.  | n. a. bzw. a. K.  | n. a. bzw. a. K.  | n. a. bzw. a. K.  | 0 / 0          | 0 / 0          |
| Olympische Spiele         | nicht ausgetragen | nicht ausgetragen | nicht ausgetragen | –                 | nicht ausgetragen | nicht ausgetragen | nicht ausgetragen | AF                | nicht ausgetragen | nicht ausgetragen | nicht ausgetragen | 1                 | nicht ausgetragen | nicht ausgetragen | nicht ausgetragen | 2                 | n. a.             | n. a.             | 0 / 3          | 0 / 3          |
| Statistik                 | Statistik         | Statistik         | Statistik         | Statistik         | Statistik         | Statistik         | Statistik         | Statistik         | Statistik         | Statistik         | Statistik         | Statistik         | Statistik         | Statistik         | Statistik         | Statistik         | Statistik         | Statistik         | S/N            | Sieg%          |
| Gewonnene Titel           | 0                 | 0                 | 0                 | 2                 | 5                 | 1                 | 0                 | 1                 | 0                 | 0                 | 0                 | 1                 | 2                 | 0                 | 1                 | 1                 | 0                 | 0                 | Gesamt: 14     | Gesamt: 14     |
| Gesamt-Siege/-Niederlagen | 2:2               | 0:0               | 12:6              | 22:12             | 43:17             | 21:25             | 30:17             | 20:23             | 36:25             | 28:26             | 35:26             | 34:22             | 32:24             | 39:24             | 32:21             | 15:18             | 35:18             | 12:11             | 448:317        | 59 %           |
| Jahresendposition         | –                 | –                 | 533               | 185               | 50                | 41                | 24                | 65                | 42                | 33                | 25                | 17                | 29                | 17                | 9                 | 64                | 30                | 50                | N/A            | N/A            |

### Doppel
| Turnier         | 2005 | 2006 | 2007 | 2008 | 2009 | 2010 | 2011 | 2012 | 2013 | 2014 | 2015 | 2016 | 2017 | 2018 | 2019 | Karriere |
| --------------- | ---- | ---- | ---- | ---- | ---- | ---- | ---- | ---- | ---- | ---- | ---- | ---- | ---- | ---- | ---- | -------- |
| Australian Open | —    | 1    | 1    | —    | AF   | 1    | 2    | 1    | VF   | VF   | S    | —    | S    | VF   | —    | S        |
| French Open     | —    | 1    | 1    | 1    | 2    | 2    | AF   | 1    | VF   | 1    | S    | 1    | S    | 2    | 1    | S        |
| Wimbledon       | 1    | —    | 1    | 1    | 1    | 2    | 1    | 1    | 1    | VF   | VF   | 1    | 2    | VF   | —    | VF       |
| US Open         | 1    | 1    | 1    | 2    | 1    | 2    | 1    | 1    | AF   | 2    | —    | S    | HF   | 2    | —    | S        |